# Hälla, Söderköpings kommun
Hälla är ort, belägen vid utefter länsväg E 833, där den möter länsväg E 836, i Mogata socken i Söderköpings kommun. Från 2015 avgränsar SCB här en småort. Den västra delen av småorten, väster om Hällaån, ligger i Skönberga socken